# الدوري الإريتري الممتاز
دوري إريتريا الأول هي الدرجة العليا لكرة القدم في إريتريا، ويشارك في الدوري الممتاز 12 نادي. وتم تأسيسه في عام 1994.
في الفترة من 1953 وحتى تاريخ الاستقلال 1994 كانت الأندية الإريترية تشارك في الدوري الإثيوبي لكرة القدم حيث فازت باللقب 9 مرات.

## سجل أبطال دوري إريتريا الأول
| النادي             | البطل | سنوات تحقيق البطولة                                                    |
| ------------------ | ----- | ---------------------------------------------------------------------- |
| نادي البحر الأحمر  | 12    | 1995, 1998, 1999, 2000, 2002, 2005, 2009, 2010, 2011, 2012, 2013, 2014 |
| نادي أدوليس        | 3     | 1996, 2004, 2006                                                       |
| نادي مدلاو         | 1     | 1997                                                                   |
| نادي هينتسا        | 1     | 2001                                                                   |
| نادي أنسيبا        | 1     | 2003                                                                   |
| نادي التحرير       | 1     | 2007                                                                   |
| نادي أسمرة بريويري | 1     | 2009                                                                   |

## وصلات خارجية
- تاريخ البطولة - rsssf.com